# ميغومي ناكاجيما
ميغومي ناكاجيما (باليابانية: 中島愛 ) (و. 1989  م) هي مغنية، والأداء الصوتي في اليابان يابانية، ولدت في ميتو، إيباراكي.

## أدوارها في الأنمي

### مسلسلات أنمي تلفزيونية
- لعبة الملك ذي أنيميشن - يونا كوباياشي

## وصلات خارجية
- ميغومي ناكاجيما على موقع IMDb (الإنجليزية)
- ميغومي ناكاجيما على موقع ميتاكريتيك (الإنجليزية)
- ميغومي ناكاجيما على موقع ألو سيني (الفرنسية)
- ميغومي ناكاجيما على موقع ميوزك برينز (الإنجليزية)
- ميغومي ناكاجيما على موقع أول ميوزيك (الإنجليزية)
- ميغومي ناكاجيما على موقع ديسكوغز (الإنجليزية)
- ميغومي ناكاجيما على موقع قاعدة بيانات الفيلم (الإنجليزية)
- ميغومي ناكاجيما على موقع ليتربوكسد (الإنجليزية)
- ميغومي ناكاجيما على موقع كينوبويسك (الروسية)
- ميغومي ناكاجيما على موقع ANN person (الإنجليزية)

- ميغومي ناكاجيما في قاعدة بيانات الأفلام على الإنترنت